# Brownie (guidisme)
Pour les articles homonymes, voir Brownie (homonymie).

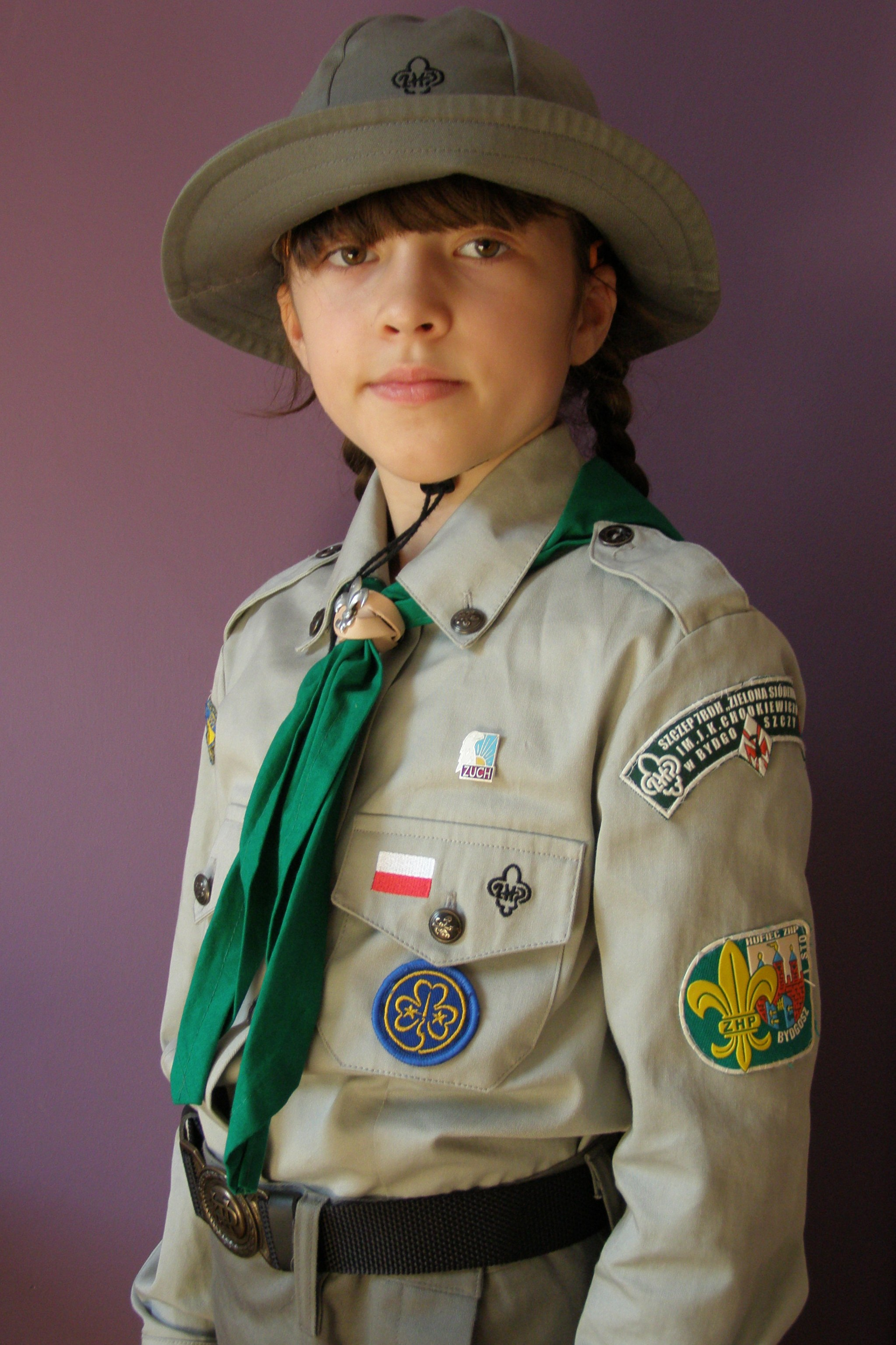
Brownie polonaise

Dans le guidisme, les brownies sont la branche (tranche d'âge) cadette, regroupant les jeunes filles de 8 à 12 ans. Dans les mouvements francophones, elles prennent le nom de louvettes, jeannettes, petites ailes ou lutins. Leur équivalent dans le scoutisme est les louveteaux.